# U.S. Route 15
Pour les articles homonymes, voir Route 15.
La U.S. Route 15 (US 15) est une US Route de 791,71 miles (1 274,13 km) qui dessert les états de la Caroline du Sud, de la Caroline du Nord, de la Virginie, du Maryland, de la Pennsylvanie et de New York. La route relie la US 17 Alt. à Walterboro, Caroline du Sud et l'I-86 / NY 17 à Corning, New York. Elle est l'une des routes originales de 1926.

## Description du tracé
|       | mi     | km       |
| ----- | ------ | -------- |
| SC    | 158,58 | 255,21   |
| NC    | 158,13 | 254,49   |
| VA    | 229,73 | 369,71   |
| MD    | 37,92  | 61,03    |
| PA    | 194,89 | 313,65   |
| NY    | 12,46  | 20,05    |
| Total | 791,71 | 1 274,13 |

### Caroline du Sud
Débutant à l'intersection avec la US 17 Alt. à Walterboro, la US 15 se dirige d'abord vers l'est en étant parallèle à l'I-95. Elle bifurque vers le nord-est et rencontre la US 78 à St George et la US 178 plus au nord, avant de traverser l'I-26 et l'I-95 près de Wells. À Santee, elle forme un multiplex avec la US 301 et l'I-95 pour traverser le Lac Marion. Après avoir traversé le lac, la US 15 / US 301 se sépare de l'I-95 et se dirigent vers Summerton. Dans la ville, les deux routes se séparent. La US 15 se dirive au nord vers Sumter. Elle y croise la US 521 et la US 401 avant de poursuivre au nord. Au sud de Bishopville, elle traverse l'I-20 et continue vers Hartsville et Society Hill. À cet endroit, la US 401 rejoint la US 15 et les deux routes forment un multiplex pour entrer en Caroline du Nord.

### Caroline du Nord
La US 15 / US 401 continue vers Laurinburg, endroit où la US 401 se sépare et que la US 15 rejoint la US 501. La route se dirige au nord vers Aberdeen, où la US 1 rejoint brièvement le multiplex. La route continue au nord et passe par Carthage avant de rejoindre à nouveau la US 1 au sud de Sanford. Les trois routes traversent la ville, croisent la US 421 et se séparent au nord de Sanford. La US 15 / US 501 continue vers le nord pour atteindre Pittsboro, Chapel Hill et Durham. La US 15 / US 501 rejoint l'I-85 et un multiplex débute au nord-ouest de Durham. À Braggtown, la US 501 quitte le multiplex et l'I-85 / US 15 continue vers le nord-est. Immédiatement après avoir traversé Falls Lake, les routes se séparent et la US 15 poursuit vers l'est. Elle est parallèle à l'I-85 et passe par Creedmoor. Elle rencontre l'I-85 et atteint Oxford et Bullock avant de traverser en Virginie.

### Virginie

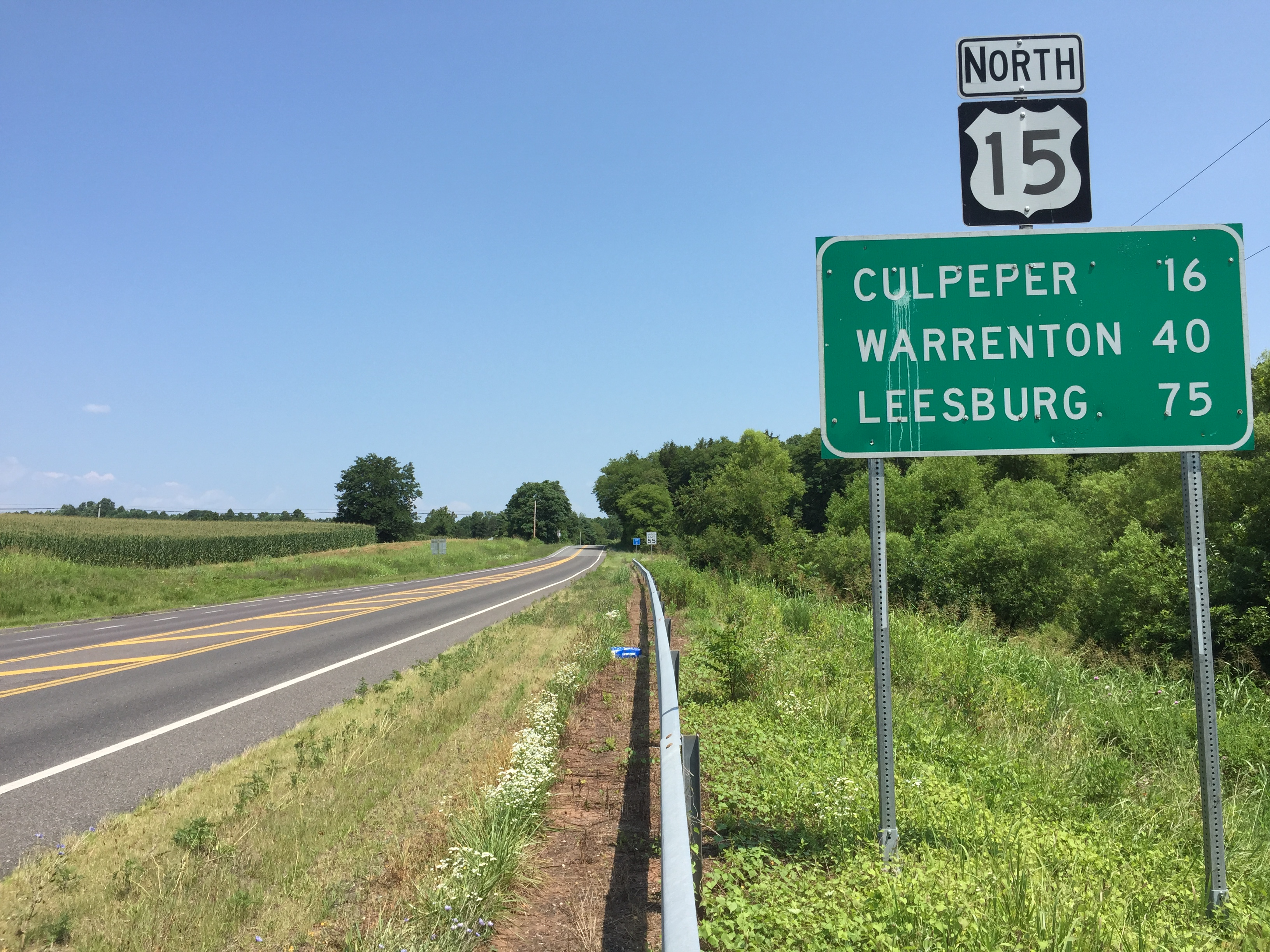
Vue vers le nord le long de la 15 à Madison Mills, Virginie

Le segment de la US 15 en Virginie débute dans le comté de Mecklenburg. Un peu au nord de la frontière, la route atteint Clarksville où elle rencontre la US 58. Elle longe le fleuve Roanoke jusqu'à ce qu'elle bifurque vers Wylliesburg, endroit où elle rejoint la US 360. Les routes atteignent Keysville où elles se séparent. La US 15 poursuit vers Farmville et forme un multiplex à cet endroit avec la US 460. La US 15 continue ensuite en passant par Dillwyn, où elle croise la US 60, New Canton, Fork Union et Palmyra avant de traverser l'I-64 à Zion Crossroads. Après avoir rencontré l'I-64, la US 15 continue vers le nord en passant par Gordonsville (où il y a un court multiplex avec la US 33), Orange et Culpeper. Elle y débute un multiplex avec la US 29 et contourne la ville. Au sud de Warrenton, la US 17 rejoint le multiplex jusqu'à ce que la route atteigne la ville. C'est au sud-ouest de Gainesville que la US 15 et la US 29 se séparent. La US 15 continue au nord et rencontre l'I-66. Elle croise la US 50 et atteint Leesburg. Après quelques miles, elle traverse  le fleuve Potomac et entre au Maryland.

### Maryland
La US 15 débute son tracé dans le Maryland à Point of Rocks, après avoir traversé le fleuve Potomac. Elle forme un multiplex avec la US 340 jusqu'à Frederick. Elle y traverse l'I-70 et forme un court multiplex avec la US 40. Après Frederick, la US 15 passe par Thurmont et Emmitsburg avant d'atteindre la frontière avec la Pennsylvanie.

### Pennsylvanie et New York

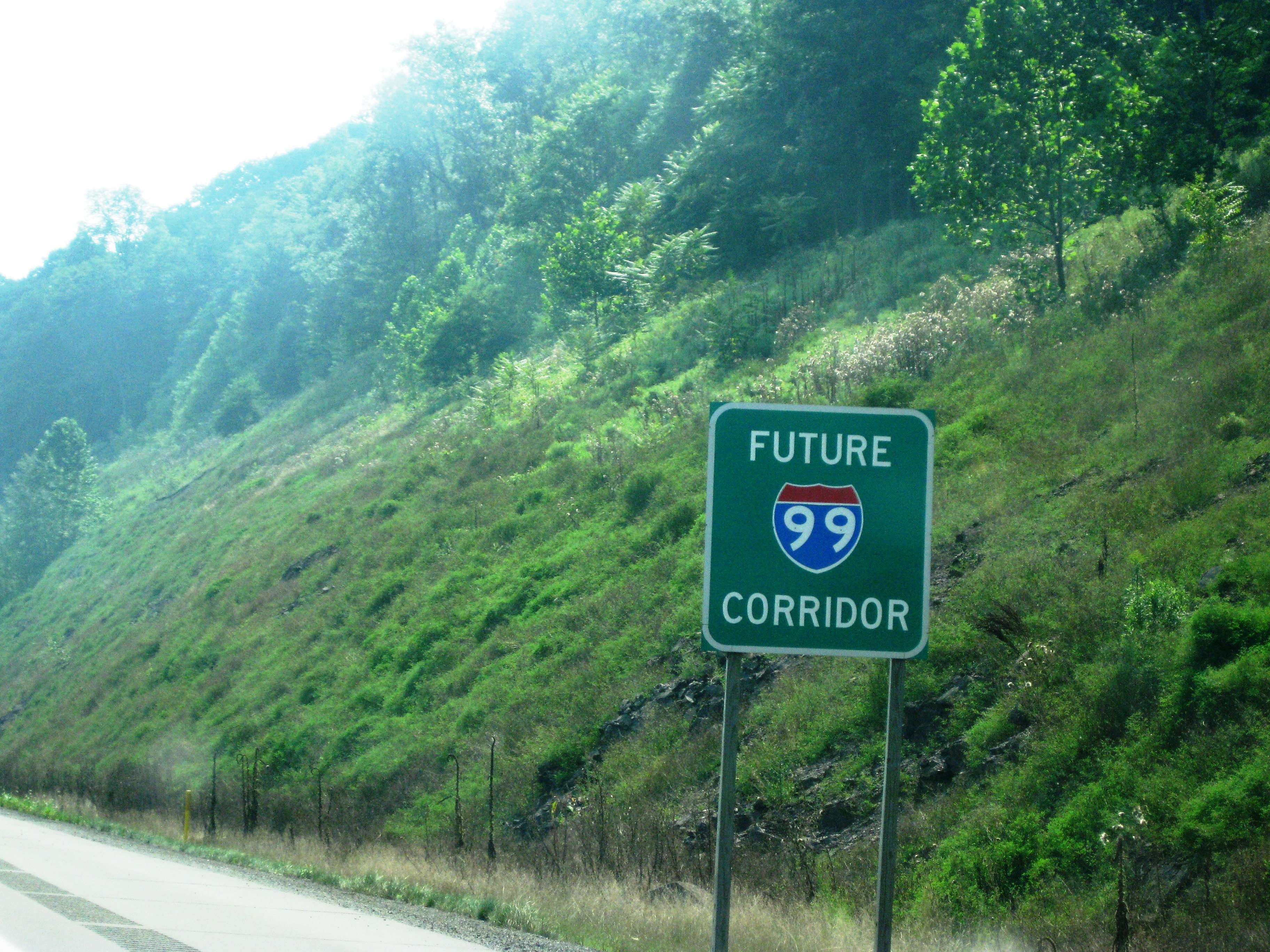
Panneau "Future I-99 Corridor" sur la US 15 sud au nord de Williamsport, Pennsylvanie

La US 15 entre en Pennsylvanie au sud de Gettysburg. La US 15 contourne la ville par l'est et rencontre la US 30. Elle passe par York Springs et Dillsburg avant de devenir une autoroute près de Grantham, en direction de Harrisburg. Elle croise l'I-76 (Pennsylvania Turnpike) et la US 11 à Camp Hill. La US 11 rejoint la US 15 et les deux routes poursuivent ensemble vers le nord. Elles longent le fleuve Susquehanna, croisent l'I-81, la US 22 et la US 522 et atteignent Shamokin Dam, où elles se séparent. La US 15 suit l'embranchement ouest du fleuve Susquehanna vers Williamsport. Sur son trajet, elle croise l'I-80. À Williamsport, la US 15 forme un multiplex avec la US 220.
Le segment à partir de Williamsport jusqu'au terminus nord à la jonction avec l'I-86 / NY 17 à Painted Post, New York a été complètement mis aux normes autoroutières afin de le préparer pour un changement de numérotation, passant à l'I-99.
Le segment de 12,59 miles (20,26 km) de la US 15 dans l'État de New York est parallèle à la rivière Tioga depuis la frontière avec la Pennsylvanie jusqu'à son terminus nord à la jonction avec l'I-86 / NY 17 à Painted Post, à l'ouest du centre-ville de Corning. L'entièreté de la US 15 dans l'État de New York est indiqué en multiplex avec l'I-99.

## Intersections majeures
Caroline du Sud
 US 17 Alt. à Walterboro
 US 78 à St. George
 US 178 à Rosinville
 I-26 au nord-est de Rosinville
 US 176 à Wells
 I-95 au sud-est de Dantzler
 US 301 au sud-ouest de Santee. Les routes forment un multiplex jusqu'à Summerton.
 I-95 au sud-est de Santee. Les routes forment un multiplex jusqu'à Adams Landing.
 US 521 au sud de Sumter
 US 401 à Sumter
 US 76 / US 378 aux limites entre Sumter et Mulberry
 I-20 au sud-ouest de Bishopville
 US 52 / US 401 au sud-ouest de Society Hill. La US 15 / US 52 forment un multiplex jusqu'à Society Hill. La US 15 / US 401 forment un multiplex jusqu'à Laurinburg, Caroline du Nord.
Caroline du Nord
 Future I-74 / US 74 / US 501 à Laurinburg. La US 15 / US 501 forment un multiplex jusqu'à Durham.
 US 1 à  Aberdeen. Les routes forment un multiplex dans la ville.
 US 1 au sud de Sanford. Les routes forment un multiplex jusqu'à Sanford.
 US 421 à Sanford
 US 64 à Pittsboro
 I-40 à Durham
 I-85/ US 70 à Durham. L'I-85 / US 15 forment un multiplex jusqu'à Dutchville Township. La US 15 / US 70 forment un multiplex dans la ville.
 I-85 au sud-ouest d'Oxford
 US 158 à Oxford
Virginie
 US 58 à Clarksville
 US 58 à Clarksville
 US 360 au nord-est de Wylliesburg. Les routes forment un multiplex jusqu'au nord de Keysville.
 US 460 au sud de Farmville. Les routes forment un multiplex jusqu'à l'ouest de Farmville.
 US 60 à Sprouses Corner
 US 250 à Zion Crossroads
 I-64 au nord-est de Zion Crossroads
 US 33 au sud de Gordonsville. Les routes forment un multiplex jusqu'à Gordonsville.
 US 29 au sud de Culpeper. Les routes forment un multiplex jusqu'à Gainesville.
 US 522 au sud-est de Culpeper
 US 17 à Opal. Les routes forment un multiplex jusqu'à Warrenton.
 I-66 à Haymarket
 US 50 à Gilberts Corner
Maryland
 US 340 à l'est de Jefferson. Les routes forment un multiplex jusqu'à Frederick .
 I-70 à Ballenger Creek
 US 40 à Frederick. Les routes forment un multiplex dans la ville.
Pennsylvanie
 US 30 à Straban Township
 I-76 à Upper Allen Township
 US 11 à Camp Hill. Les routes forment un multiplex jusqu'à Shamokin Dam.
 I-81 à Summerdale
 US 22 / US 322 à Penn Township
 US 522 à Monroe Township
 I-80 à White Deer Township
 I-180 / US 220 à Williamsport. Les routes forment un multiplex dans la ville.
 Future I-99 / I-180 / US 220 à Williamsport. L'I-99 / US 15 formeront un multiplex jusqu'à Erwin, New York.
 US 6 à Mansfield
New York
 I-99 à la frontière entre l'État de New York et la Pennsylvanie. Les routes forment un multiplex jusqu'à Erwin.
 I-86 à Erwin